# Baaba Maal
Baaba Maal (* 13. června 1953 Podor) je senegalský hudebník a skladatel tukulérského původu. Hraje na kytaru, koru a perkuse, zpívá v angličtině a v jazyce pulaar.

## Život
Pochází z rodiny muezzina žijící v rybářském regionu Fouta-Toro na severu Senegalu. Jeho hudebním vzorem byl nevidomý kytarista Mansour Seck, který s ním vystupoval v souboru Asly Fouta a hrál na jeho debutovém albu. Baaba Maal studoval na dakarské univerzitě a na Conservatoire national supérieur de musique et de danse de Paris. V roce 1985 založil v Dakaru skupinu Daande Lenol (Hlas lidu), zaměřenou na politicky angažovanou tvorbu. Spolupracoval s Peterem Gabrielem na albu Passion: Music for The Last Temptation of Christ. Přelomovým Maalovým dílem bylo v roce 1994 album Firin' in Fouta nominované na cenu Grammy v oboru world music, kde spojil tradiční africkou hudbu s importovanými styly jako dancehall nebo keltská hudba. Úspěch měl i s deskou Nomad Soul, kterou produkoval Brian Eno a v Austrálii se dostala na 33. místo hitparády.
Podílel se nahrávkou „Bess, You Is My Woman Now“ na albu Red Hot + Rhapsody: The Gershwin Groove, které bylo vydáno ke stému výročí narození George Gershwina a jeho výtěžek byl použit na prevenci AIDS. V roce 1998 mu byla udělena Cena prince Clause. Vystoupil na johannesburském koncertu Live Earth v roce 2007 a na akci 46664. Jeho skladby „Still“ a „Hunger“ byly použity ve filmu Černý jestřáb sestřelen, také je spoluautorem soundtracku ke hře Far Cry 2. Je zastoupen na kompilaci The Rough Guide to the Music of Senegal, kterou vydal World Music Network.
Byl jedním z umělců, kteří v roce 2014 vytvořili pro BBC novou verzi skladby „God Only Knows“. Se skupinou Mumford & Sons nahrál v roce 2016 extended play Johannesburg. Spolupracoval s Ludwigem Göranssonem na hudbě k filmu Black Panther i jeho pokračování Black Panther: Wakanda nechť žije.
Je ambasadorem pro Rozvojový program OSN. Zúčastnil se konference OSN o změně klimatu 2009 v Kodani a vyzval k boji proti rozšiřování Sahary.

## Diskografie
- Djam Leelii (1989)
- Lam Toro (1992)
- Wango (1994)
- Firin' in Fouta (1994)
- Taara (1997)
- Nomad Soul (1998)
- Jombaajo (2000)
- Missing You (2001)
- Television (2009)
- The Traveller (2016)
- Being (2023)